# Oospila arpata
Oospila arpata är en fjärilsart som beskrevs av William Schaus 1897. Oospila arpata ingår i släktet Oospila och familjen mätare. Inga underarter finns listade i Catalogue of Life.